# شهرستان مونگکی
شهرستان مونگکی (به لهستانی: Powiat Mońki) یک شهرستان در لهستان است که در استان پودلاسکی واقع شده‌است. شهرستان مونگکی ۱٬۳۸۲٫۳۹ کیلومتر مربع مساحت و ۴۲٬۹۶۰ نفر جمعیت دارد.